# Holidays in Eden
Holidays in Eden est le sixième album du groupe Marillion. Sorti en 1991, il est enregistré aux Hookend Recording Studios (en) dans l'Oxfordshire.

## Titres
Toutes les chansons sont écrites et composées par Steve Hogarth, Steve Rothery, Mark Kelly, Pete Trewavas et Ian Mosley, sauf indication contraire.
| 1. | Splintering Heart               | 6:52 |
| 2. | Cover My Eyes (Pain and Heaven) | 3:55 |
| 3. | The Party                       | 5:37 |
| 4. | No One Can                      | 4:40 |

| Face 2 | Face 2             | Face 2 | Face 2 | Face 2 | Face 2 | Face 2 | Face 2 | Face 2 | Face 2 |
| No     | Titre              | Durée  |        |        |        |        |        |        |        |
| ------ | ------------------ | ------ | ------ | ------ | ------ | ------ | ------ | ------ | ------ |
| 5.     | Holidays in Eden   | 5:28   |        |        |        |        |        |        |        |
| 6.     | Dry Land           | 4:43   |        |        |        |        |        |        |        |
| 7.     | Waiting to Happen  | 4:56   |        |        |        |        |        |        |        |
| 8.     | This Town          | 3:19   |        |        |        |        |        |        |        |
| 9.     | The Rakes Progress | 1:54   |        |        |        |        |        |        |        |
| 10.    | 100 Nights         | 6:42   |        |        |        |        |        |        |        |
| 48:17  |                    |        |        |        |        |        |        |        |        |

| Edition 1998 remasterisée | Edition 1998 remasterisée                  | Edition 1998 remasterisée | Edition 1998 remasterisée | Edition 1998 remasterisée | Edition 1998 remasterisée | Edition 1998 remasterisée | Edition 1998 remasterisée | Edition 1998 remasterisée | Edition 1998 remasterisée |
| No                        | Titre                                      | Durée                     |                           |                           |                           |                           |                           |                           |                           |
| ------------------------- | ------------------------------------------ | ------------------------- | ------------------------- | ------------------------- | ------------------------- | ------------------------- | ------------------------- | ------------------------- | ------------------------- |
| 1.                        | Sympathy                                   | 3:29                      |                           |                           |                           |                           |                           |                           |                           |
| 2.                        | How Can It Hurt                            | 4:11                      |                           |                           |                           |                           |                           |                           |                           |
| 3.                        | A Collection                               | 2:59                      |                           |                           |                           |                           |                           |                           |                           |
| 4.                        | Cover My Eyes (version acoustique)         | 2:34                      |                           |                           |                           |                           |                           |                           |                           |
| 5.                        | Sympathy (version acoustique)              | 2:31                      |                           |                           |                           |                           |                           |                           |                           |
| 6.                        | I Will Walk on Water (alternative mix)     | 5:14                      |                           |                           |                           |                           |                           |                           |                           |
| 7.                        | Splintering Heart (live at the Moles Club) | 6:41                      |                           |                           |                           |                           |                           |                           |                           |
| 8.                        | You Don't Need Anyone (Moles Club demo)    | 4:03                      |                           |                           |                           |                           |                           |                           |                           |
| 9.                        | No One Can (Moles Club demo)               | 4:51                      |                           |                           |                           |                           |                           |                           |                           |
| 10.                       | The Party (Moles Club demo)                | 5:45                      |                           |                           |                           |                           |                           |                           |                           |
| 11.                       | This Town (Moles Club demo)                | 4:15                      |                           |                           |                           |                           |                           |                           |                           |
| 12.                       | Waiting to Happen (Moles Club demo)        | 5:31                      |                           |                           |                           |                           |                           |                           |                           |
| 13.                       | Eric                                       | 2:31                      |                           |                           |                           |                           |                           |                           |                           |
| 14.                       | The Epic (Fairground) (Mushroom Farm demo) | 8:31                      |                           |                           |                           |                           |                           |                           |                           |
| 63:13                     |                                            |                           |                           |                           |                           |                           |                           |                           |                           |

| 1.  | Cover My Eyes                    | 3:56 |
| 2.  | No One Can Take You Away from Me | 4:39 |
| 3.  | Splintering Heart                | 6:51 |
| 4.  | The Party                        | 5:36 |
| 5.  | A Collection                     | 2:58 |
| 6.  | Holidays in Eden                 | 5:58 |
| 7.  | How Can It Hurt                  | 4:09 |
| 8.  | Dry Land                         | 4:42 |
| 9.  | Waiting to Happen                | 4:55 |
| 10. | This Town                        | 3:18 |
| 11. | The Rakes Progress               | 1:54 |
| 12. | 100 Nights                       | 6:42 |

## Classements
| Chart (1991) | Meilleur classement |  |
| ------------ | ------------------- |  |
| Pays-Bas     | 7                   |  |
| Allemagne    | 10                  |  |
| Suède        | 36                  |  |
| Suisse       | 17                  |  |
| Royaume-Uni  | 7                   |  |